# Agapetus walkeri
Agapetus walkeri är en nattsländeart som först beskrevs av Betten och Martin E. Mosely 1940.  Agapetus walkeri ingår i släktet Agapetus och familjen stenhusnattsländor. Inga underarter finns listade i Catalogue of Life.